# Alidzhanchay
Alidzhanchay är ett vattendrag i Azerbajdzjan. Det ligger i den centrala delen av landet, 230 kilometer väster om huvudstaden Baku.
Trakten runt Alidzhanchay består till största delen av jordbruksmark. Runt Alidzhanchay är det tätbefolkat, med 613 invånare per kvadratkilometer.